# Peák Barnabás
Peák Barnabás (Budapest, 1998. november 29. –) magyar profi kerékpárversenyző. 2020 és 2021 között a World Tour, azaz a legmagasabb besorolású Team BikeExchange  csapatban versenyzett. 2022-től a szintén World Tour Intermarché–Wanty–Gobert Matériaux csapatnál folytatja, ezzel 2022-ben Valter Attila mellett az egyetlen magyar férfi országúti kerékpárversenyző, aki a legmagasabb szinten versenyez. A 2023-as évre az amerikai Human Powered Health ProTeamhez igazolt.

## Pályafutása
Peák Barnabás evezéssel kezdte sportolói karrierjét, majd 2014-ben döntött úgy, hogy kerékpározásra vált. 2015-ben már több korosztályos versenyen is elindulhatott, az eredményei miatt pedig részt vehetett a 2016-os junior Európa-bajnokságon is. A Franciaországban rendezett bajnokságon az időfutamon az előkelő 7., a mezőnyversenyben pedig a 8. helyen sikerült végeznie. 2017-ben már a felnőttek között indult el és ért el nagyszerű eredményeket. A magyar körversenyen az összetett második helyén végzett, mindössze 2 másodperccel maradt le a győztes Daniel Jaramillótól, viszont megelőzte többek között Tadej Pogačart is, aki három évvel később megnyerte a Tour de France-t. Emellett ő lett még a legjobb fiatal, illetve a legjobb magyar versenyző is. A 2018-as évének legfontosabb győzelmei egyértelműen az országos bajnokságról származtak. Az időfutamon komoly előnnyel szerezte meg a bajnoki címet, a mezőnyversenyen azonban eredetileg Valter Attila győzött, viszont őt a csapata az U23-as kategóriába nevezte, így Peák ölébe hullott a győzelem. A győzelmei után egy hónappal a Quick-Step Floors World Tour csapata bejelentette, hogy gyakornokként leszerződteti pár hónapra a magyar versenyzőt. Több versenyen is elindulhatott a csapat színeiben, a legjobb eredményét a Grand Piemonte egynaposán érte el, ahol a kilencedik helyen fejezte be a rangos versenyt. Ez az eredmény azonban nem volt elég ahhoz, hogy a csapat leszerződtesse őt a következő évre, így a SEG Racing Academy csapatában folytatta a pályafutását. Új csapatával a legnagyobb sikerét a Normandiai körversenyen ötödik szakaszán érte el. Benne volt az elején kialakuló szökésben 130 kilométeren keresztül, majd 15 kilométerrel a vége előtt elszakadt a szökevénytársaitól és néhány másodperces előnnyel sikerült megnyernie a szakaszt a főmezőny előtt. Júniusban elindult az U23-as Giro d’Italián is, ahol a nyolcadik szakaszon sikerült belekeverednie a szökésbe, ami sikeresen hazaért, Barna pedig végül az előkelő második helyen zárt. Pár nappal később bejelentették, hogy Peák a Mitchelton–Scott csapatában fogja folytatni, így Szeghalmi Bálint 2011-es indulása után ismét szerepelt magyar versenyző a World Tour mezőnyében. Az évben még elindult a rangos Tour de l'Avenir versenyen is, ahol Valter Attila szakaszgyőzelme utáni szakaszon a hatodik helyen zárt. A 2020-as esztendőben ismét meg tudta nyerni 2018 után a magyar időfutam bajnokságot, Valter Attila előtt. A Mitchelton–Scott csapatával elindulhatott a La Flèche Wallonne és a Liège–Bastogne–Liège versenyeken is, azonban előbbin nem ért célba, utóbbin pedig a 98. helyen végzett.

## Eredményei
| Monumentumok                    | 2020 |
| ------------------------------- | ---- |
| Milánó–Sanremo                  | –    |
| Flandriai körverseny            |      |
| Párizs–Roubaix                  |      |
| Liège–Bastogne–Liège            | 98   |
| Giro di Lombardia               | –    |
| Klasszikus                      | 2020 |
| Amstel Gold Race                | ×    |
| La Flèche Wallonne              | Ki   |
| Clásica San Sebastián           |      |
| Grand Prix Cycliste de Québec   | ×    |
| Grand Prix Cycliste de Montréal | ×    |